# Бобров, Михаил Иванович
Михаи́л Ива́нович Бобро́в (1920—1951) — старший лейтенант Советской Армии, участник Великой Отечественной войны, Герой Советского Союза (1945).

## Биография
Михаил Бобров родился 5 апреля 1920 года в городе Краматорск (ныне — Донецкая область Украины) в рабочей семье. Получил неполное среднее образование, работал модельщиком на Ново-Краматорском машиностроительном заводе. В 1940 году был призван на службу в Рабоче-крестьянскую Красную армию. С 1941 года — на фронтах Великой Отечественной войны. В 1944 году окончил курсы младших лейтенантов, в том же году вступил в ВКП(б). К июлю 1944 года лейтенант Михаил Бобров командовал взводом 609-го стрелкового полка 139-й стрелковой дивизии 50-й армии 2-го Белорусского фронта. Отличился во время форсирования реки Неман.
15 июля 1944 года Бобров вместе с группой добровольцев переправился через Неман в районе деревни Ковши Мостовского района Гродненской области Белорусской ССР и захватил плацдарм на его западном берегу. Отбивая контратаки противника, группа удержала плацдарм до подхода подкреплений. В бою Бобров получил ранение, но продолжил сражаться.
Указом Президиума Верховного Совета СССР от 24 марта 1945 года лейтенант Михаил Бобров был удостоен высокого звания Героя Советского Союза с вручением ордена Ленина и медали «Золотая Звезда».
В 1946 году в звании старшего лейтенанта Бобров был уволен в запас. Проживал в Краматорске, работал в совхозе. 

## Награды и звания
- Герой Советского Союза (1945)
- Орден Ленина
- Медаль «Золотая Звезда»
- Орден Красного Знамени (29.03.1945)
- Орден Красной Звезды (09.10.1944)
- Ряд медалей.

## Память
- Имя М.И. Боброва носит одна из улиц Гродно[1][2].